# In the Name of God, Welcome to Planet Genocide
In the Name of God, Welcome to Planet Genocide (v překladu ve jménu Boha, vítejte na planetě Genocida) je první EP britské black metalové skupiny The Meads of Asphodel z roku 2006, které vyšlo u hudebního vydavatelství Firestorm Records.
EP začíná intrem, kde se mísí hlášky amerického humoristy Jacka Handeyho, německého führera Adolfa Hitlera, 43. prezidenta USA George W. Bushe a amerického kazatele Martina Luthera Kinga se sladkým dívčím sopránem a řevem běsnícího davu.

## Seznam skladeb
1. Psalm 364 - 2:30 (žalm 364)
2. My Beautiful Genocide - 4:43 (má krásná genocida)
3. A Baptism in the Warm Piss of Slaughtered Children - 4:53 (křest v teplé moči zmasakrovaných dětí)
4. The Man Who Killed for God - 6:25 (muž, který zabíjel pro Boha)
5. March Towards Annihilation - 1:37 (pochod ke zničení)
6. Hell on Earth / Blood Runs Red (coververze Discharge) - 2:52 (peklo na Zemi / krev teče červeně)
7. Aborted Stygian Foetus - 33:16 (potracený stygijský plod)

## Sestava
- Metatron – vokály
- Urakbarameel – bicí
- James Tait – kytara
- Alan Davey – baskytara